# 2019 한국프로농구 플레이오프
2018-2019 SKT 5GX 프로농구의 포스트시즌은 2019년 3월 23일에 시작해서2019년 4월 21일에 종료되었다.

## 순위
| 성적 | 팀                     | 경기수 | 승 | 패 | 승률  | 승차 | 비고        |
| ---- | ---------------------- | ------ | -- | -- | ----- | ---- | ----------- |
| 1    | 울산 현대모비스 피버스 | 54     | 43 | 11 | 0.796 | 0    | 4강 PO 직행 |
| 2    | 인천 전자랜드 엘리펀츠 | 54     | 35 | 19 | 0.648 | 8    | 4강 PO 직행 |
| 3    | 창원 LG 세이커스       | 54     | 30 | 24 | 0.556 | 13   | 6강 PO 진출 |
| 4    | 전주 KCC 이지스        | 54     | 28 | 26 | 0.519 | 15   | 6강 PO 진출 |
| 5    | 고양 오리온 오리온스   | 54     | 27 | 27 | 0.500 | 16   | 6강 PO 진출 |
| 6    | 부산 KT 소닉붐         | 54     | 27 | 27 | 0.500 | 16   | 6강 PO 진출 |
| 7    | 안양 KGC 인삼공사      | 54     | 25 | 29 | 0.463 | 18   | 진출실패    |
| 8    | 원주 DB 프로미         | 54     | 24 | 30 | 0.444 | 19   | 진출실패    |
| 9    | 서울 SK 나이츠         | 54     | 20 | 34 | 0.370 | 23   | 진출실패    |
| 10   | 서울 삼성 썬더스       | 54     | 11 | 43 | 0.204 | 32   | 진출실패    |

| 성적 | 팀                     | 경기수 | 승 | 패 | 승률  | 승차 | 비고            |
| ---- | ---------------------- | ------ | -- | -- | ----- | ---- | --------------- |
| 1    | 울산 현대모비스 피버스 | 54     | 43 | 11 | 0.796 | 0    | 통합 우승       |
| 2    | 인천 전자랜드 엘리펀츠 | 54     | 35 | 19 | 0.648 | 8    | 챔피언전 준우승 |
| 3    | 전주 KCC 이지스        | 54     | 28 | 26 | 0.519 | 15   | 4강 PO 진출     |
| 4    | 창원 LG 세이커스       | 54     | 30 | 24 | 0.556 | 13   | 4강 PO 진출     |
| 5    | 부산 KT 소닉붐         | 54     | 27 | 27 | 0.500 | 16   | 6강 PO 진출     |
| 6    | 고양 오리온 오리온스   | 54     | 27 | 27 | 0.500 | 16   | 6강 PO 진출     |
| 7    | 안양 KGC 인삼공사      | 53     | 24 | 29 | 0.442 | 18   | 진출실패        |
| 8    | 원주 DB 프로미         | 53     | 23 | 30 | 0.434 | 19   | 진출실패        |
| 9    | 서울 SK 나이츠         | 53     | 20 | 33 | 0.377 | 22   | 진출실패        |
| 10   | 서울 삼성 썬더스       | 53     | 11 | 42 | 0.208 | 31   | 진출실패        |

## 토너먼트표
|  | 6강 플레이오프 | 6강 플레이오프       | 6강 플레이오프 |  |  | 4강 플레이오프 | 4강 플레이오프         | 4강 플레이오프 |                        |   | 챔피언 결정전 | 챔피언 결정전          | 챔피언 결정전 |  |
|  |                |                      |                |  |  |                |                        |                |                        |   |               |                        |               |  |
|  | 4              | 전주 KCC 이지스      | 3              |  |  |                |                        |                |                        |   |               |                        |               |  |
|  | 5              | 고양 오리온 오리온스 | 1              |  |  | 1              | 울산 현대모비스 피버스 | 3              |                        |   |               |                        |               |  |
|  |                |                      |                |  |  | 4              | 전주 KCC 이지스        | 1              |                        |   |               |                        |               |  |
|  |                |                      |                |  |  |                |                        |                |                        |   | 2             | 인천 전자랜드 엘리펀츠 | 1             |  |
|  | 3              | 창원 LG 세이커스     | 3              |  |  |                |                        | 1              | 울산 현대모비스 피버스 | 4 |               |                        |               |  |
|  | 6              | 부산 KT 소닉붐       | 2              |  |  | 2              | 인천 전자랜드 엘리펀츠 | 3              |                        |   |               |                        |               |  |
|  |                |                      |                |  |  | 3              | 창원 LG 세이커스       | 0              |                        |   |               |                        |               |  |

## 6강 플레이오프

### 1차전
| 2019년 3월 23일 전주 전주실내체육관 | 전주 KCC 이지스 | 94 | 22 (1Q) 37 30 (2Q) 13 22 (3Q) 26 20 (4Q) 11 | 87 | 고양 오리온 오리온스 |

| 2019년 3월 24일 창원 창원실내체육관 | 창원 LG 세이커스 | 94 | 19 (1Q) 15 21 (2Q) 30 22 (3Q) 21 23 (4Q) 19 9 (연장) 7 | 92 | 부산 KT 소닉붐 |

### 2차전
| 2019년 3월 25일 전주 전주실내체육관 | 전주 KCC 이지스 | 86 | 30 (1Q) 26 18 (2Q) 24 25 (3Q) 29 13 (4Q) 18 | 97 | 고양 오리온 오리온스 |

| 2019년 3월 26일 창원 창원실내체육관 | 창원 LG 세이커스 | 88 | 17 (1Q) 26 (2Q) 24 22 (3Q) 19 23 (4Q) 15 | 84 | 부산 KT 소닉붐 |

### 3차전
| 2019년 3월 27일 고양 고양체육관 | 고양 오리온 오리온스 | 87 | 20 (1Q) 23 21 (2Q) 25 23 (3Q) 17 23 (4Q) 25 | 90 | 전주 KCC 이지스 |

| 2019년 3월 28일 부산 사직실내체육관 | 부산 KT 소닉붐 | 103 | 29 (1Q) 14 22 (2Q) 31 33 (3Q) 19 19 (4Q) 19 | 83 | 창원 LG 세이커스 |

### 4차전
| 2019년 3월 29일 고양 고양체육관 | 고양 오리온 오리온스 | 92 | 24 (1Q) 15 26 (2Q) 25 23 (3Q) 34 19 (4Q) 26 | 100 | 전주 KCC 이지스 |

| 2019년 3월 30일 부산 사직실내체육관 | 부산 KT 소닉붐 | 95 | 20 (1Q) 29 22 (2Q) 19 30 (3Q) 16 23 (4Q) 15 | 79 | 창원 LG 세이커스 |

### 5차전
| 2019년 4월 1일 창원 창원실내체육관 | 창원 LG 세이커스 | 106 | 25 (1Q) 33 30 (2Q) 26 23 (3Q) 13 28 (4Q) 14 | 86 | 부산 KT 소닉붐 |

## 4강 플레이오프

### 1차전
| 2019년 4월 3일 울산 동천체육관 | 울산 현대모비스 피버스 | 95 | 20 (1Q) 20 27 (2Q) 22 21 (3Q) 25 27 (4Q) 18 | 85 | 전주 KCC 이지스 |

| 2019년 4월 4일 인천 삼산월드체육관 | 인천 전자랜드 엘리펀츠 | 86 | 20 (1Q) 15 15 (2Q) 20 36 (3Q) 18 15 (4Q) 19 | 72 | 창원 LG 세이커스 |

### 2차전
| 2019년 4월 5일 울산 동천체육관 | 울산 현대모비스 피버스 | 92 | 25 (1Q) 19 24 (2Q) 27 19 (3Q) 16 24 (4Q) 22 | 84 | 전주 KCC 이지스 |

| 2019년 4월 6일 인천 삼산월드체육관 | 인천 전자랜드 엘리펀츠 | 111 | 21 (1Q) 18 32 (2Q) 24 24 (3Q) 23 34 (4Q) 21 | 86 | 창원 LG 세이커스 |

### 3차전
| 2019년 4월 7일 전주 전주실내체육관 | 전주 KCC 이지스 | 87 | 24 (1Q) 18 20 (2Q) 18 25 (3Q) 21 18 (4Q) 22 | 79 | 울산 현대모비스 피버스 |

| 2019년 4월 8일 창원 창원실내체육관 | 창원 LG 세이커스 | 86 | 18 (1Q) 21 26 (2Q) 21 25 (3Q) 28 17 (4Q) 18 | 88 | 인천 전자랜드 엘리펀츠 |

### 4차전
| 2019년 4월 9일 전주 전주실내체육관 | 전주 KCC 이지스 | 80 | 20 (1Q) 24 18 (2Q) 25 26 (3Q) 19 16 (4Q) 16 | 84 | 울산 현대모비스 피버스 |

## 챔피언 결정전

### 1차전
| 2019년 4월 13일 울산 동천체육관 | 울산 현대모비스 피버스 | 98 | 28 (1Q) 20 23 (2Q) 26 19 (3Q) 23 28 (4Q) 26 | 95 | 인천 전자랜드 엘리펀츠 |

### 2차전
| 2019년 4월 15일 울산 동천체육관 | 울산 현대모비스 피버스 | 70 | 14 (1Q) 14 20 (2Q) 19 16 (3Q) 31 20 (4Q) 25 | 89 | 인천 전자랜드 엘리펀츠 |

### 3차전
| 2019년 4월 17일 인천 삼산월드체육관 | 인천 전자랜드 엘리펀츠 | 67 | 14 (1Q) 18 17 (2Q) 21 20 (3Q) 27 16 (4Q) 23 | 89 | 울산 현대모비스 피버스 |

### 4차전
| 2019년 4월 19일 인천 삼산월드체육관 | 인천 전자랜드 엘리펀츠 | 91 | 19 (1Q) 21 21 (2Q) 23 25 (3Q) 27 26 (4Q) 21 | 92 | 울산 현대모비스 피버스 |

### 5차전
| 2019년 4월 21일 울산 동천체육관 | 울산 현대모비스 피버스 | 92 | 14 (1Q) 21 25 (2Q) 22 26 (3Q) 17 27 (4Q) 24 | 84 | 인천 전자랜드 엘리펀츠 |

| 2018-2019 프로농구 우승           |
| --------------------------------- |
| 울산 현대모비스 피버스 7번째 우승 |

## 트리비아
- 인천 전자랜드 엘리펀츠는 창단 22년만에 처음으로 챔피언결정전에 진출하였다. 여기에는 상무에서 갓 전역한 이대헌의 활약과 정효근과 박찬희, 외국인 선수와 로드와 팟츠의 활약까지 더해져 쾌거를 이뤘다.

- 창원 LG는 KT와의 6강 경기에서 천신만고 끝에 4강에 올라갔지만, 결국 체력 저하와 전자랜드와의 경기에서 리바운드 열세로 인해, 안타깝게 탈락하였다.

- 울산 현대모비스 피버스는 통산 10번째로 챔피언 결정전에 진출하였으며, 통산 7번째 우승을 달성하였다. 이 중 챔피언 결정전 7승 중 5승은 통합우승이다.